# Heinkel He 70

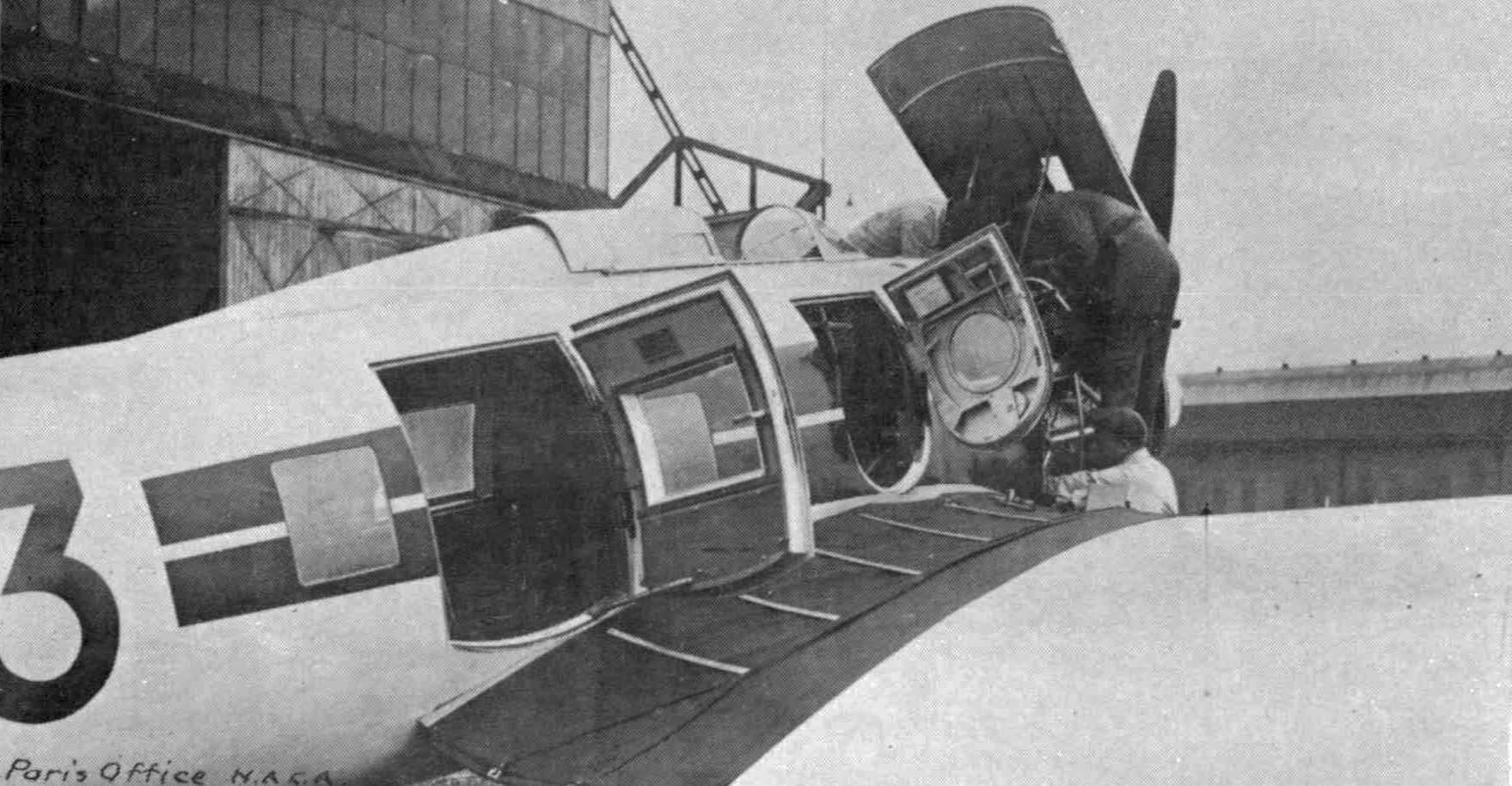
Kabinen- und Cockpittür im Rumpf der He 70

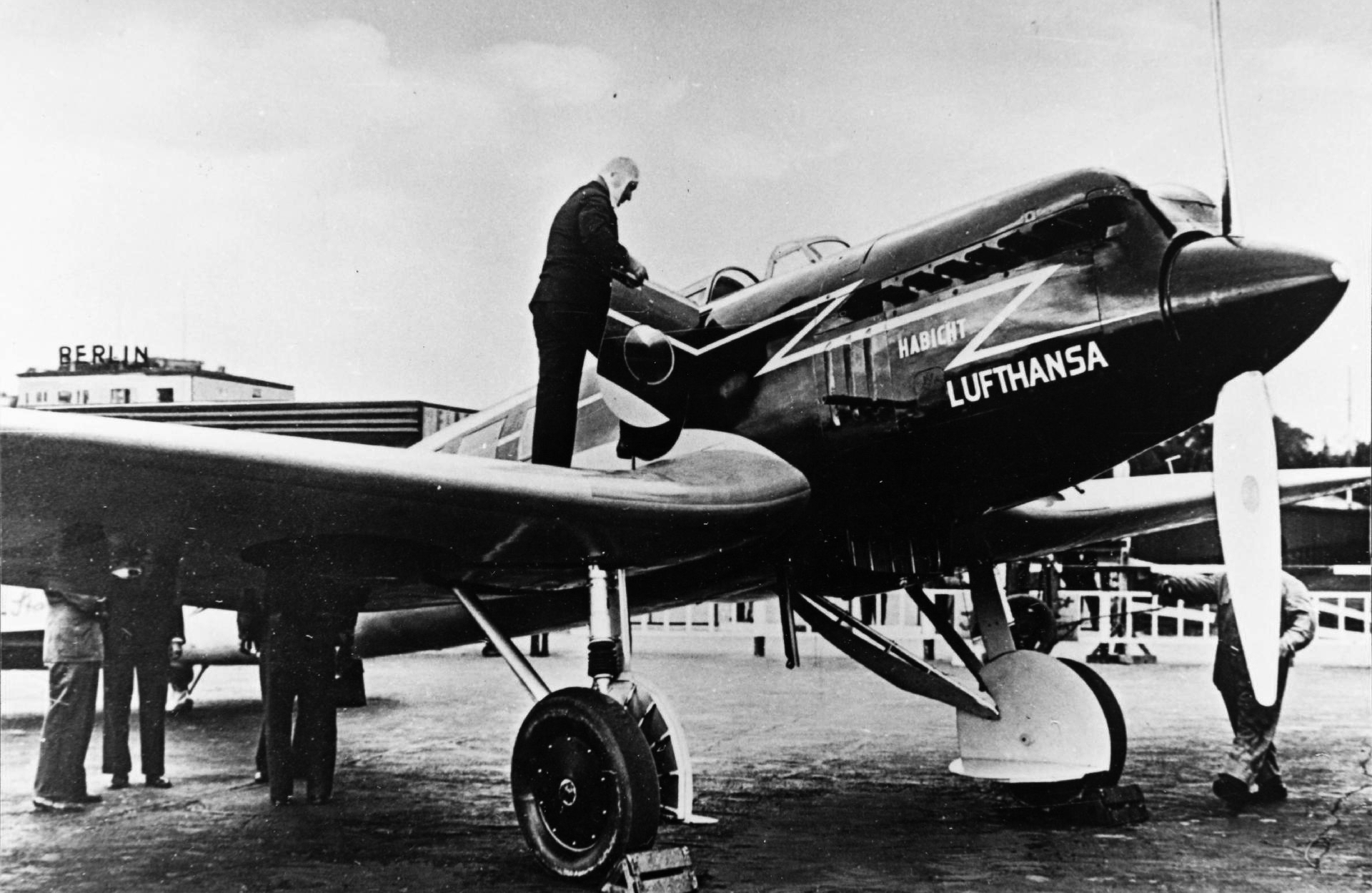
Vordere Ansicht der He 70 „Habicht“

Die Heinkel He 70 Blitz war ein einmotoriges deutsches Schnellverkehrsflugzeug, das von Siegfried Günter konstruiert und ab 1932 von den Ernst Heinkel Flugzeugwerken in Rostock im Auftrag der Lufthansa gebaut wurde. Der Tiefdecker war zeitweise die schnellste Verkehrsmaschine der Welt (Spitzengeschwindigkeit 362 km/h). Ihr erster Flug fand am 1. Dezember 1932 statt, nur fünf Monate nach dem Entwurf.

## Geschichte
Die He 70 entstand aus einer Forderung von Lufthansa und Swissair nach einem schnelleren Flugzeug als Konkurrenz auf Kurzstrecken zur US-amerikanischen Lockheed Vega. Die Maschine stellte in vielerlei Hinsicht einen Meilenstein in der Luftfahrtgeschichte dar. Ihre aerodynamische Linie war der Zeit weit voraus. Zudem war sie das erste europäische Flugzeug bzw. das erste Verkehrsflugzeug der Welt mit einziehbarem Fahrwerk. Die He 70 stellte insgesamt acht Rekorde auf und war zeitweise die schnellste Verkehrsmaschine der Welt, was ihr den Beinamen „Blitz“ einbrachte.
Das Flugzeug konnte bis zu fünf Passagiere befördern und hatte lediglich einen Piloten als Besatzung. Ein Passagierplatz war direkt hinter dem Pilotensitz; die übrigen vier Plätze waren „quer zur Flugrichtung“ (je zwei links und rechts).
Die Lufthansa erhielt 1933 und 1934 die ersten beiden Prototypen sowie 1934 drei He 70 D und 1935 zehn He 70 G.
Damit richtete die Lufthansa den Flug-Blitzdienst ein, der Berlin mit den Städten Frankfurt am Main, Hamburg und Köln verband, sowie die Route Köln/Hamburg. Im europäischen Flugdienst wurde die He 70 von 1933 bis 1937 eingesetzt. Die noch existierenden Flugzeuge wurden Ende 1937/Anfang 1938 an die Luftwaffe abgegeben. Im außereuropäischen Flugdienst nach Südamerika wurde die He 70 auf der Teilstrecke Stuttgart – Sevilla von 1933 bis 1936 geflogen.
Einige Exemplare wurden auch exportiert (Ungarn: 18 Maschinen 1937/38, Spanien: sechs Flugzeuge 1937, Großbritannien: ein Flugzeug 1936, Japan: ein Flugzeug 1935). Eine Maschine wurde von der britischen Firma Rolls-Royce gekauft und intensiv studiert. 1938 konnte mit der He 70 (angetrieben von einem Rolls-Royce Peregrine-I-Triebwerk) eine Spitzengeschwindigkeit von 481 km/h erreicht werden. Sie lieferte Ergebnisse, die in den Entwurf der Supermarine Spitfire einflossen (unter anderem die Tragflächen- und Heckflossenform). Die Maschine war auch Vorbild für die Entwicklung der zweimotorigen Heinkel He 111, anfangs in Anlehnung an die He 70 „Doppelblitz“ genannt. In die Heinkel He 112 flossen ebenfalls Ergebnisse aus der Entwicklung der He 70 mit ein.
Neben der zivilen Ausführung wurden auch militärische Versionen entwickelt. Bei der deutschen Luftwaffe war die He 70 als Behelfs-Aufklärer, später als Reise-, Luftdienst- und Verbindungsflugzeug bis Ende des Zweiten Weltkrieges im Einsatz. 28 Maschinen wurden mit der Legion Condor in den Spanischen Bürgerkrieg entsandt, wo sie „Rayo“ („Blitz“) genannt wurden. In Spanien wurde sie als schneller Aufklärer bei der Aufklärungsgruppe 88 von La Sénia aus eingesetzt.
Ursprünglich war die He 70 als Behelfskampfflugzeug (44 Exemplare), Behelfsaufklärer (196 Exemplare) und Reiseflugzeug (33 Exemplare) vorgesehen. Allerdings wurden die Versionen F-1 und G-2 alle in die militärische Version F-2 umgebaut. Insgesamt erhielt die Luftwaffe 296 He 70 F-2, die von Januar 1935 bis Juli 1937 in Serie gebaut wurden. Andere militärische Versionen als die F-2 wurden nicht geliefert. Walther Wever, Chef des Generalstabes der Luftwaffe, stürzte am 3. Juni 1936 am Steuer einer He 70 F-2 (W.-Nr. 907) beim Start in Dresden-Klotzsche ab.
Die He 70 K war ein Lizenzbau für die ungarischen Luftstreitkräfte, ein bewaffneter Aufklärer mit dem in Lizenz hergestellten Sternmotor Gnôme-Rhône 14K. Diese Version hatte mit 670 kW eine höhere Leistung.
Die He 270 V1 (W.-Nr. 1973, D-OEHF) war ein Prototyp mit dem DB 601 Aa.

## Konstruktion
Das Flugzeug war ein einmotoriges Schnellverkehrsflugzeug und als freitragender Tiefdecker ausgelegt. Die Tragflächen waren zweiholmig, hatten eine Sperrholzbeplankung und einen ovalen Grundriss sowie Landeklappen. Der spindelförmige Ganzmetallrumpf war in Schalenbauweise konstruiert und aerodynamisch sauber mit auf Stoß senkvernieteten Platten versehen. Die ovalen Leitwerke waren freitragend und bestanden ganz aus Holz. Die Haupträder des Spornradfahrwerks fuhren in die Tragflächen ein, der Schleifsporn bzw. Spornrad wurde in den Rumpf eingezogen. Erstmals wurde in Deutschland ein Triebwerk mit einer Heißkühlung ausgerüstet, bei welcher der Kühler je nach Bedarf in den Rumpf eingezogen werden konnte. Der einziehbare Glykolkühler erbrachte zusammen mit dem Einziehfahrwerk eine um 40 km/h erhöhte maximale Fluggeschwindigkeit.

## Versionen
- He 70a

Der erste Prototyp der He 70, die He 70a, startete am 1. Dezember 1932. Das erstmals bei einem deutschen Passagierflugzeug verbaute Einziehfahrwerk war noch unverkleidet und lag somit offen in den Tragflächen. Als Antrieb kam ein flüssigkeitsgekühlter BMW VI 6,0 Z mit 637 PS Startleistung zum Einsatz. Bei der Zulassung durch die Deutsche Versuchsanstalt für Luftfahrt 1933 wurde für das Flugzeug eine Höchstgeschwindigkeit von 377 km/h gemessen.
- He 70b

Der zweite Prototyp der He 70, die He 70b, war die Mustermaschine für die Lufthansa und flog unter dem Kennzeichen D-3. Sie hatte zwei Mann Besatzung und Platz für vier Passagiere. Das Einziehfahrwerk hatte Klappen, welche den Fahrwerksschacht im Flug verschlossen. Als Antrieb kam erneut ein flüssigkeitsgekühlter BMW VI 6,0 Z mit 637 PS Startleistung zum Einsatz.
- He 70c

Die He 70c war die erste Mustermaschine für eine militärische Verwendung. Sie flog unter dem zivilen Kennzeichen D-UHYS. Die Pilotensitzabdeckung war bei dieser Version im hinteren Teil zurückschiebbar und konnte als B-Stand bewaffnet werden.
- He 70d

Die He 70d war eine verbesserte Mustermaschine für die Lufthansa und trug das Kennzeichen D-UBIN. Wesentlichster Unterschied zur He 70b war der stärkere Antrieb mit BMW VI 7,3 Z mit 750 PS Startleistung.
- He 70e

Die He 70e war die zweite militärische Mustermaschine und entsprach der He 70c, hatte aber den stärkeren Antrieb mit dem BMW VI 7,3 Z mit 750 PS Startleistung.
- He 70F

Dies war die militärische Serienausführung als Mehrzweckflugzeug. Die Besatzung bestand aus zwei Mann. Es wurden 296 Stück gebaut, einige für Ungarn als He 170
- He 70G

Die He 70G war die zivile Serienausführung als Schnellverkehrs- und Postflugzeug. Es wurden 28 Maschinen gebaut, von denen eine 1936 nach Großbritannien (Kennzeichen G-ADZF) verkauft wurde und dort mit einem stärkeren Rolls-Royce-Motor Kestrel V ausgerüstet wurde.
- He 170
- He 270

## Technische Daten

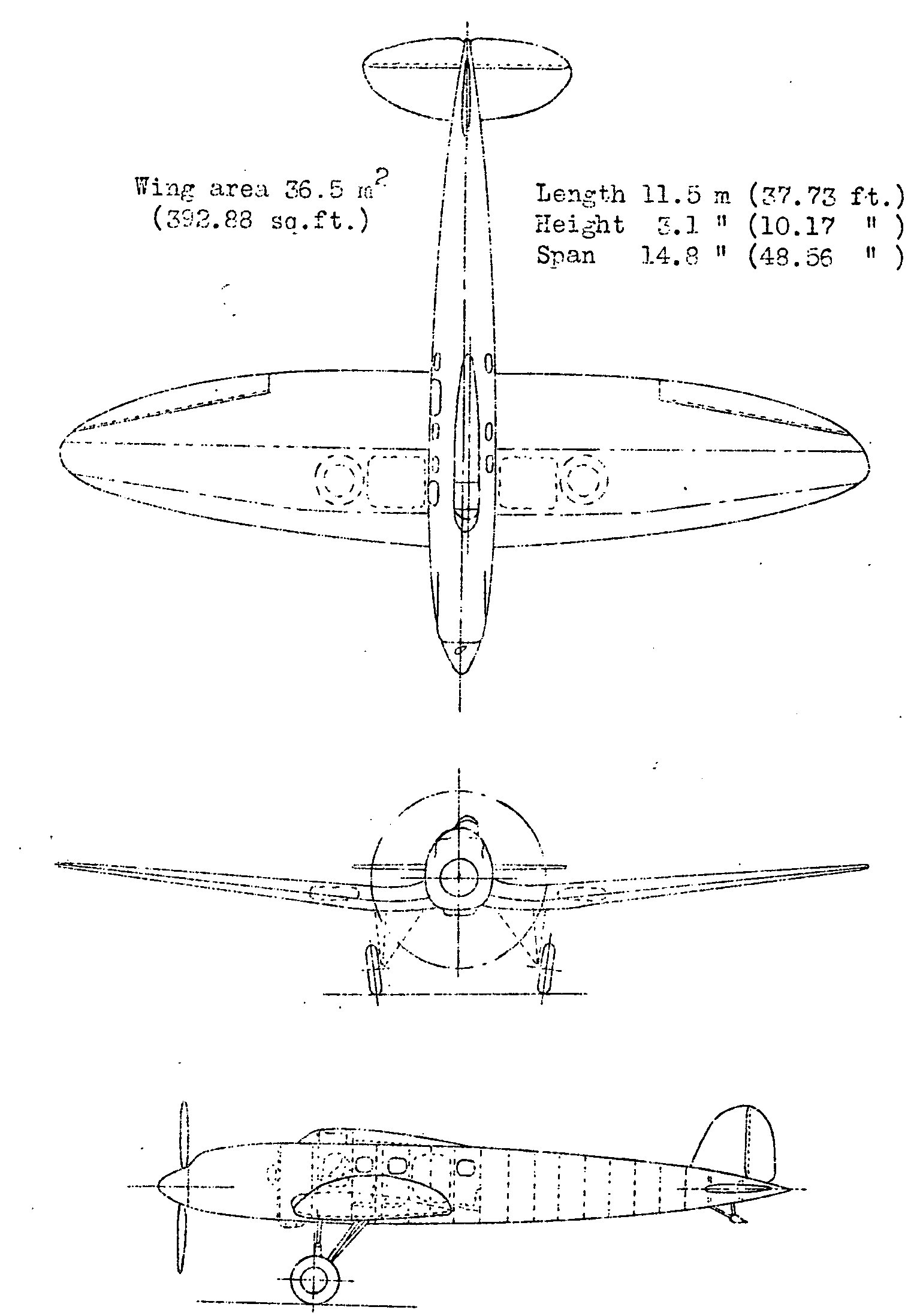
Dreiseitenansicht

| Kenngröße                            | He 70F                           | He 70G                           | He 70G, Export               |
| ------------------------------------ | -------------------------------- | -------------------------------- | ---------------------------- |
| Verwendungszweck                     | militärisches Mehrzweckflugzeug  | Schnellverkehrsflugzeug          | Schnellverkehrsflugzeug      |
| Besatzung                            | 2–5                              | 1                                | 1                            |
| Passagiere                           |                                  | 5                                | 5                            |
| Länge                                | 11,7 m                           | 12 m                             | 11,55 m                      |
| Spannweite                           | 14,8 m                           | 14,8 m                           | 14,8 m                       |
| Höhe                                 | 3,1 m                            | 3,1 m                            | 3,1 m                        |
| Flügelfläche                         | 36,5 m²                          | 36,5 m²                          | 36,5 m²                      |
| Flügelstreckung                      | 6,0                              | 6,0                              | 6,0                          |
| Rüstmasse                            | 2360 kg                          | 2530 kg                          | 2300 kg                      |
| Startmasse                           | 3500 kg                          | 3460 kg                          | 3360 kg                      |
| Triebwerk                            | ein BMW VI 7,3 Z                 | ein BMW VI 7,3 Z                 | ein Rolls Royce Kestrel V    |
| Nennleistung in Meereshöhe           | 750 PS (ca. 550 kW) bei 1700/min | 750 PS (ca. 550 kW) bei 1700/min | 470 kW (640 PS) bei 2900/min |
| Startleistung                        | 750 PS (ca. 550 kW) bei 1700/min | 750 PS (ca. 550 kW) bei 1700/min | 510 kW (695 PS) bei 2240/min |
| Dauerleistung                        | 500 PS (ca. 370 kW) bei 1600/min | 500 PS (ca. 370 kW) bei 1600/min | 440 kW (600 PS) bei 2500/min |
| Leistungsbelastung                   |                                  | 4,75 kg/PS                       | 4,85 kg/PS                   |
| Höchstgeschwindigkeit auf Meereshöhe | 360 km/h                         | 360 km/h                         | 410 km/h                     |
| Höchstgeschwindigkeit in 1000 m      |                                  | 355 km/h                         | 410 km/h                     |
| Höchstgeschwindigkeit in 2000 m      |                                  | 345 km/h                         | 400 km/h                     |
| Reisegeschwindigkeit                 | 280 km/h                         |                                  |                              |
| Reisegeschwindigkeit auf Meereshöhe  |                                  | 305 km/h                         | 380 km/h                     |
| Reisegeschwindigkeit in 1000 m       |                                  | 300 km/h                         | 370 km/h                     |
| Reisegeschwindigkeit in 2000 m       |                                  | 295 km/h                         | 365 km/h                     |
| Landegeschwindigkeit                 | 105 km/h                         | 105 km/h                         | 110 km/h                     |
| Steigzeit auf 1000 m                 |                                  | 2,5 min                          | 2,2 min                      |
| Steigzeit auf 2000 m                 |                                  | 5,5 min                          | 4,9 min                      |
| Steigzeit auf 4000 m                 | 15,0 min                         | 15,0 min                         | 11,8 min                     |
| Dienstgipfelhöhe                     | 6000 m                           |                                  |                              |
| Reichweite                           | 1820 km                          |                                  |                              |
| optimale Reichweite                  |                                  | 1250 km                          | 1000 km                      |
| Reichweite (Vollgas, Meereshöhe)     |                                  | 650 km                           | 730 km                       |
| Reichweite (Vollgas, 1000 m)         |                                  | 700 km                           | 770 km                       |
| Reichweite (Vollgas, 2000 m)         |                                  | 775 km                           | 820 km                       |
| Reichweite (Reisegas, Meereshöhe)    |                                  | 800 km                           | 780 km                       |
| Reichweite (Reisegas, 1000 m)        |                                  | 890 km                           | 840 km                       |
| Reichweite (Reisegas, 2000 m)        |                                  | 1000 km                          | 920 km                       |
| Rollstrecke beim Start               |                                  | 350 m                            | 340 m                        |
| Rollstrecke bei der Landung          |                                  | 260 m                            | 265 m                        |
| Bewaffnung                           | 1 × MG 15                        | –                                | –                            |